# Vysoká (okres Svitavy)

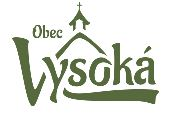

Obec Vysoká (německy Wissoka) se nachází v okrese Svitavy v Pardubickém kraji. Žije zde 40 obyvatel.

## Přírodní poměry
Obec Vysoká leží na Kladecké planině, která je součástí Drahanské Vysočiny v nadmořské výšce 562 metrů. Je součástí Přírodního parku Bohdalov-Hartinkov.
Přicházíme-li do obce z rovinaté malé Hané od Nectavy, musíme v krátkém úseku překonat stoupání až 120 m, proto zakladatelé obce, usazení na nížině v Biskupicích, nazvali vznikající ves podle její polohy „Vysoká“. Malou část hranice obce tvoří vodní tok Věžnice.

## Galerie

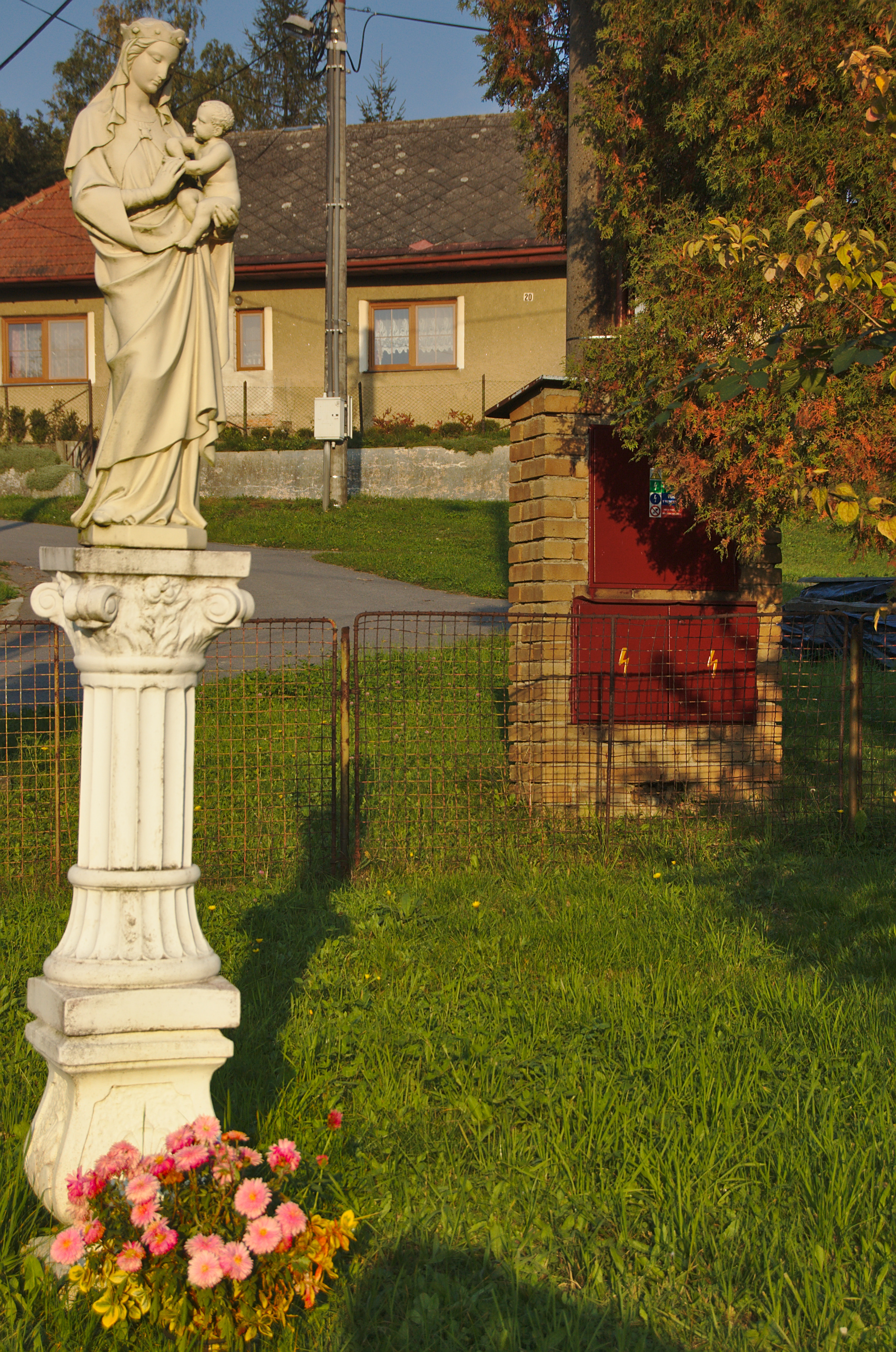
Socha Panny Marie na návsi
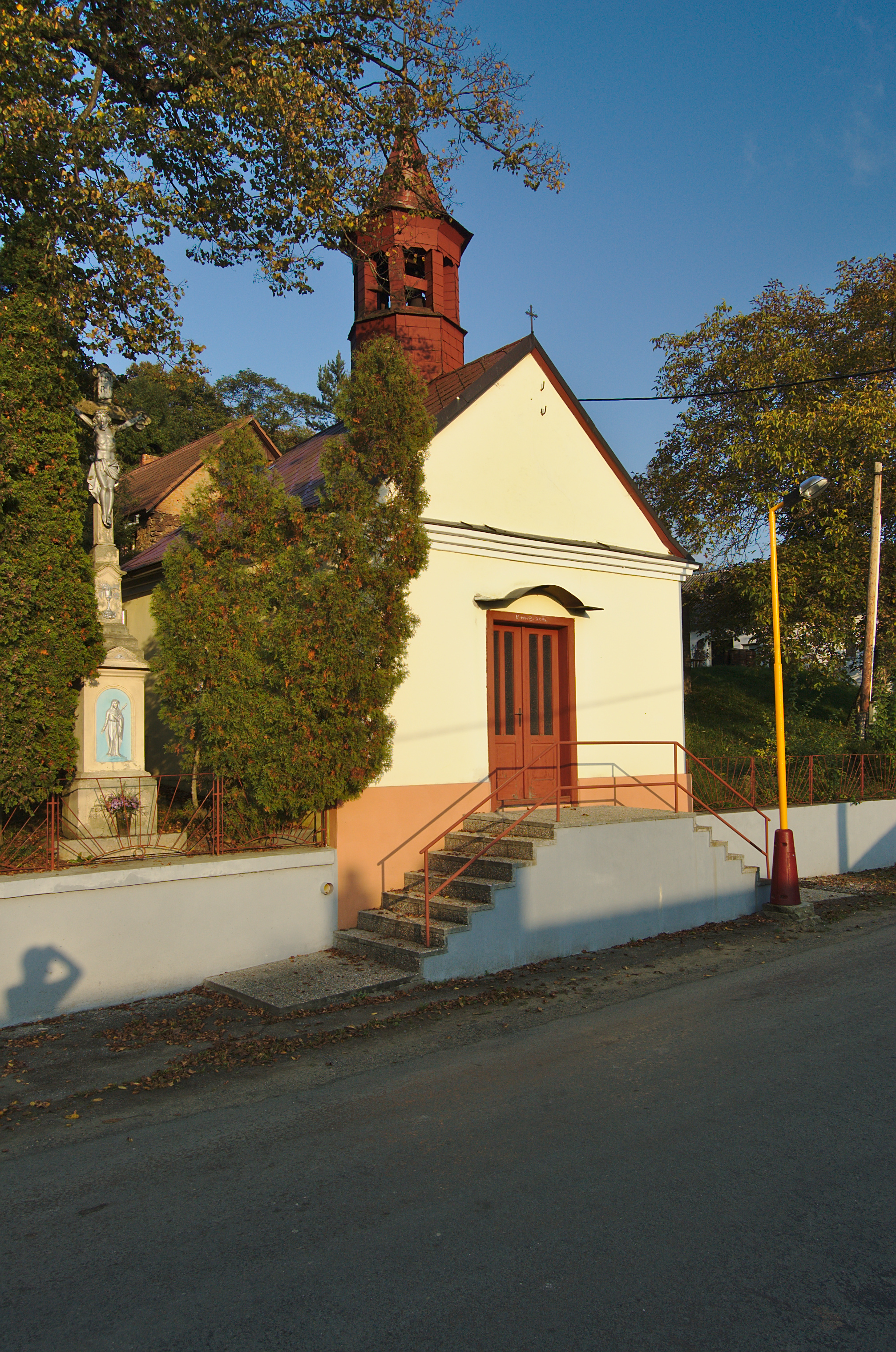
Kaple na návsi
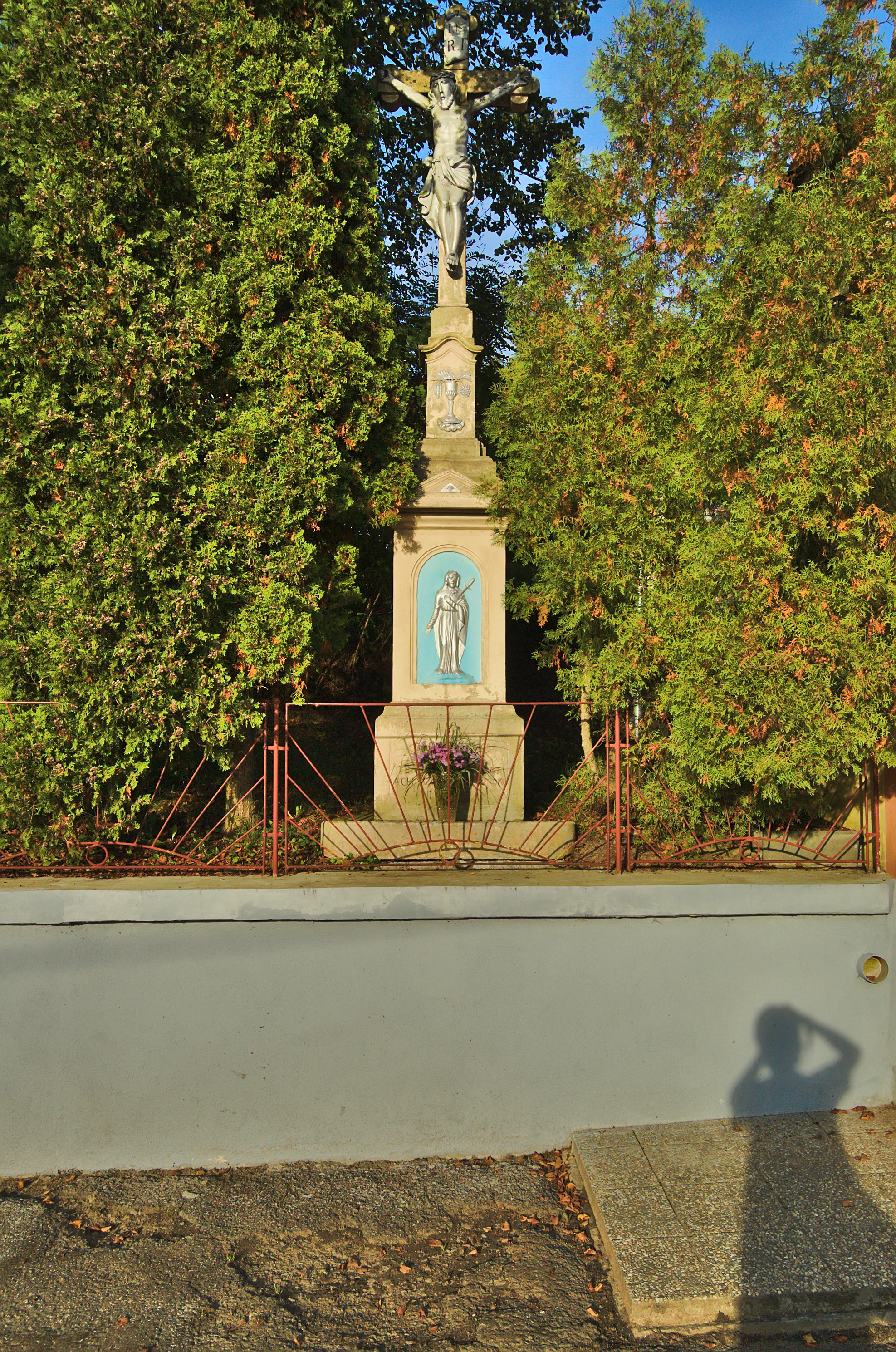
Kříž vedle kaple na návsi
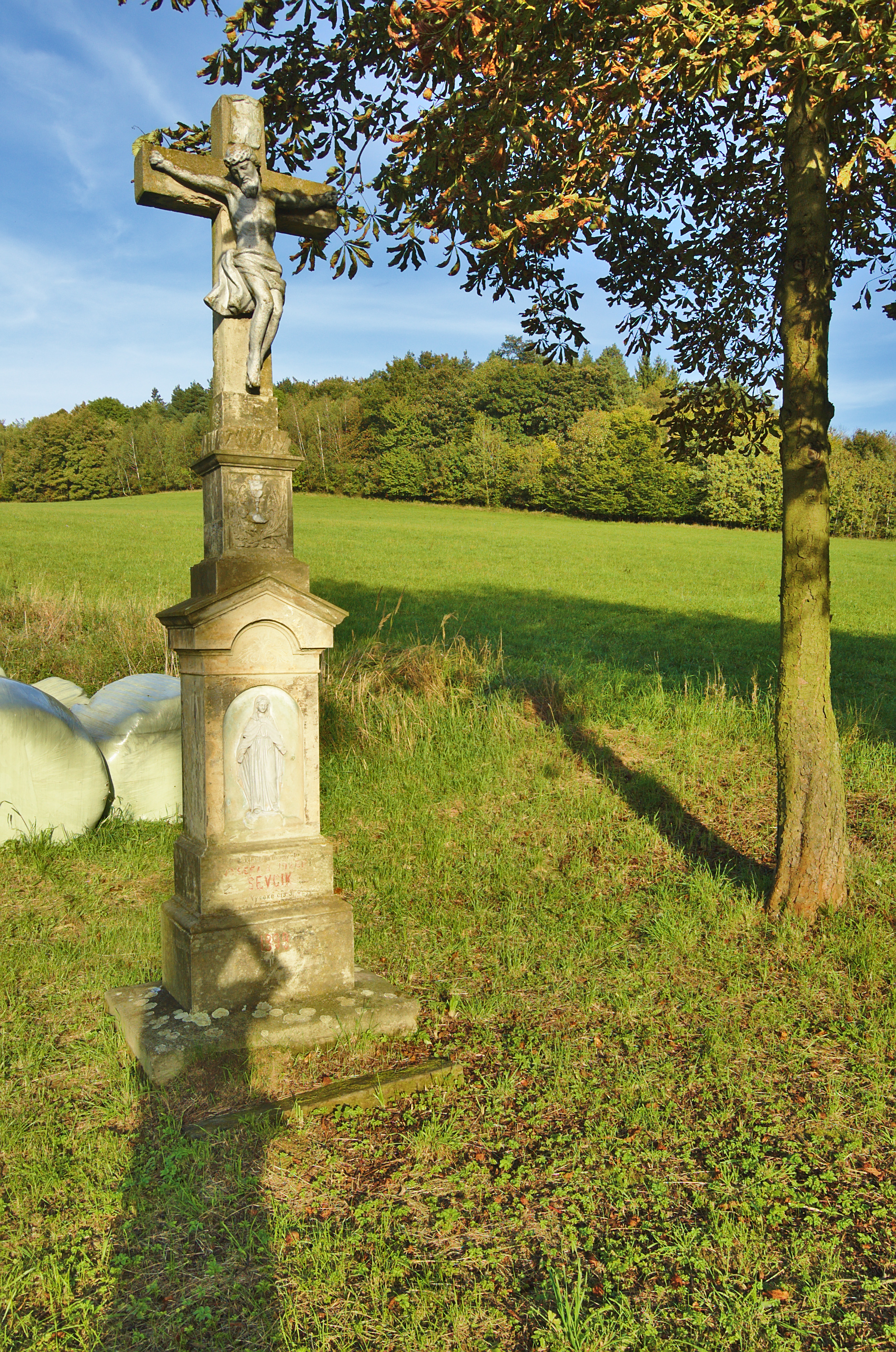
Kříž na konci obce Vysoká ve směru na Trpín
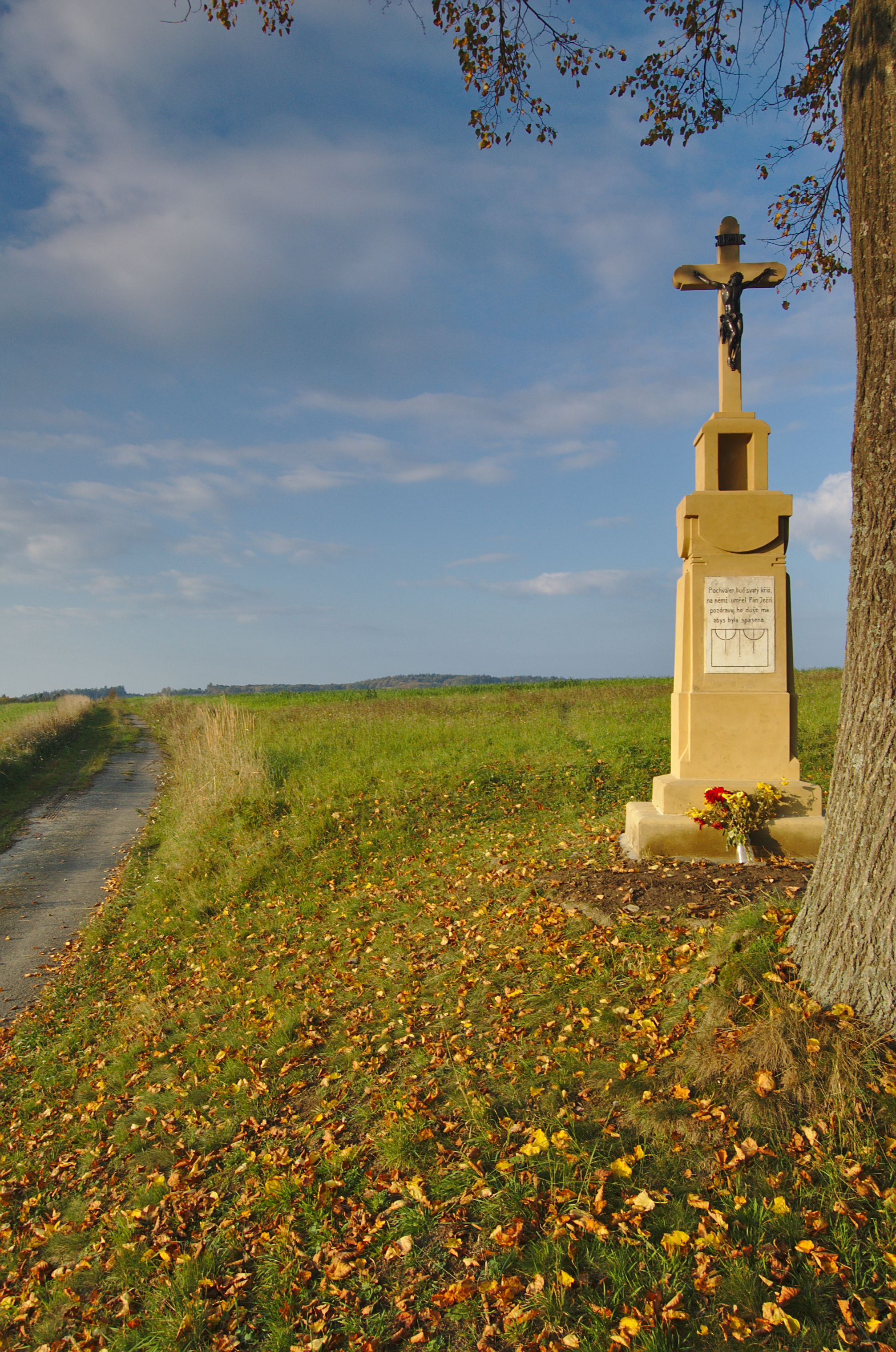
Kříž severně nad obcí
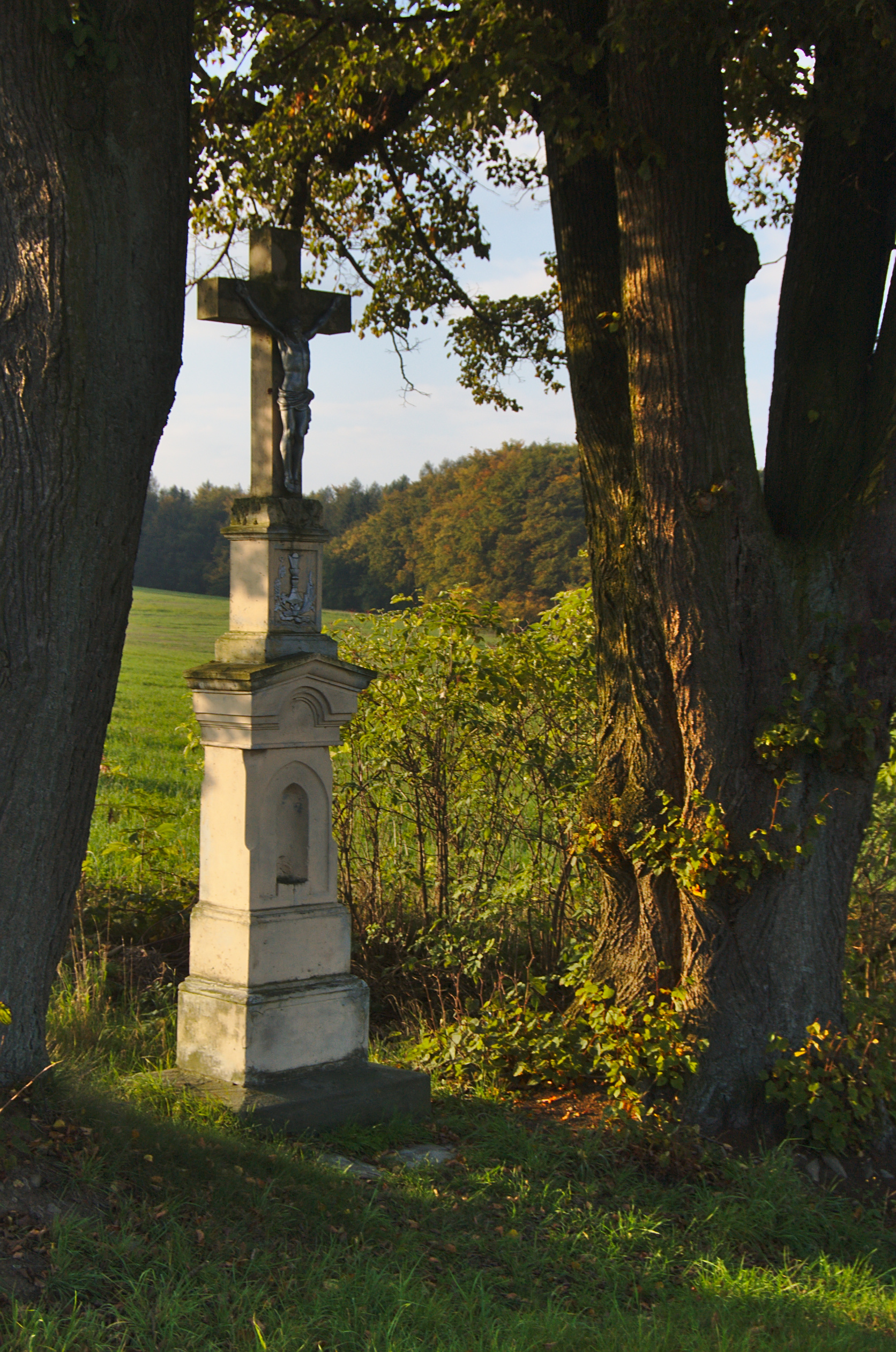
Kříž u polní cesty mezi obcemi Hartinkov a Vysoká
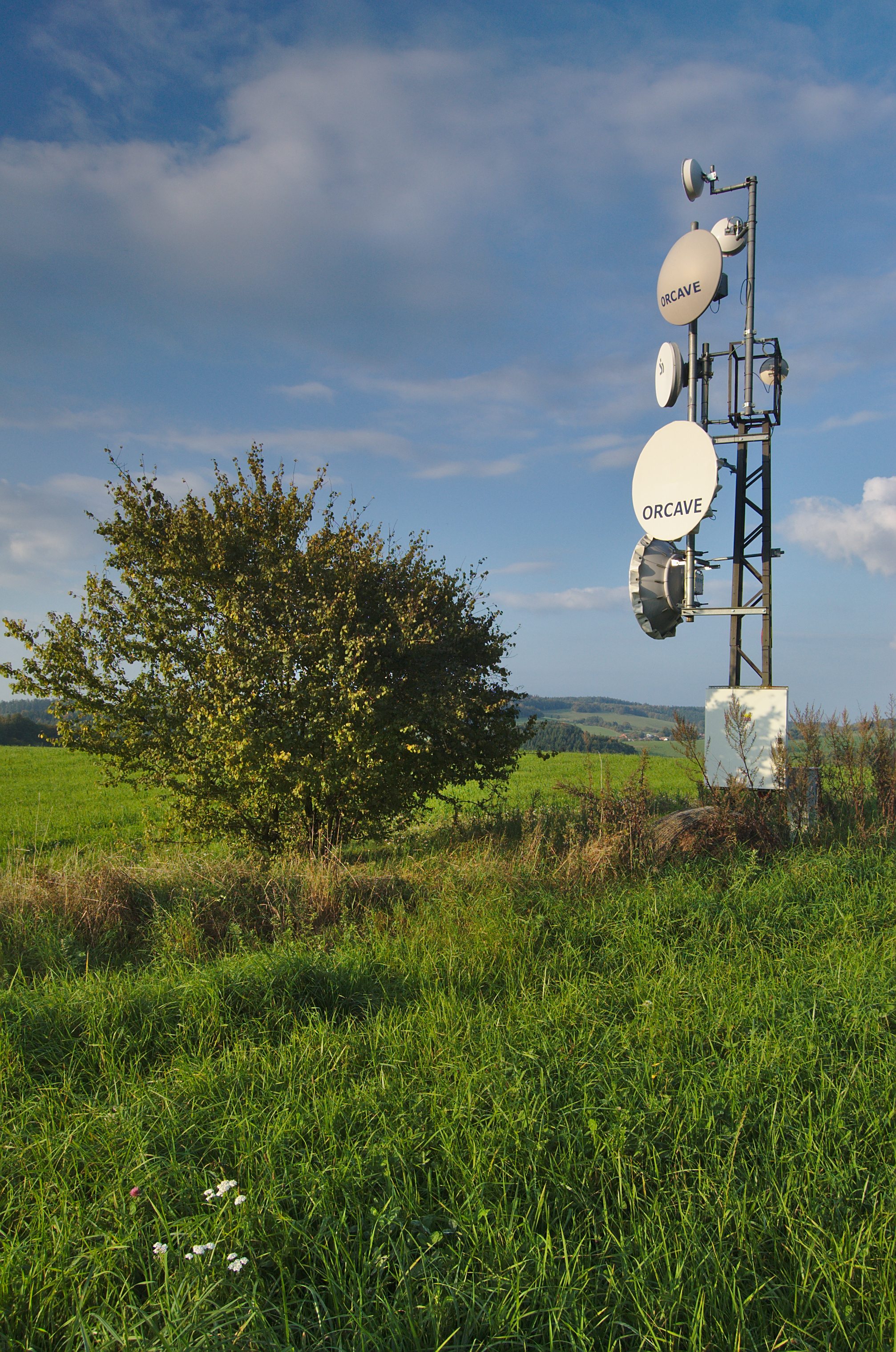
Věž s přijímači nad obcí u chatové oblasti
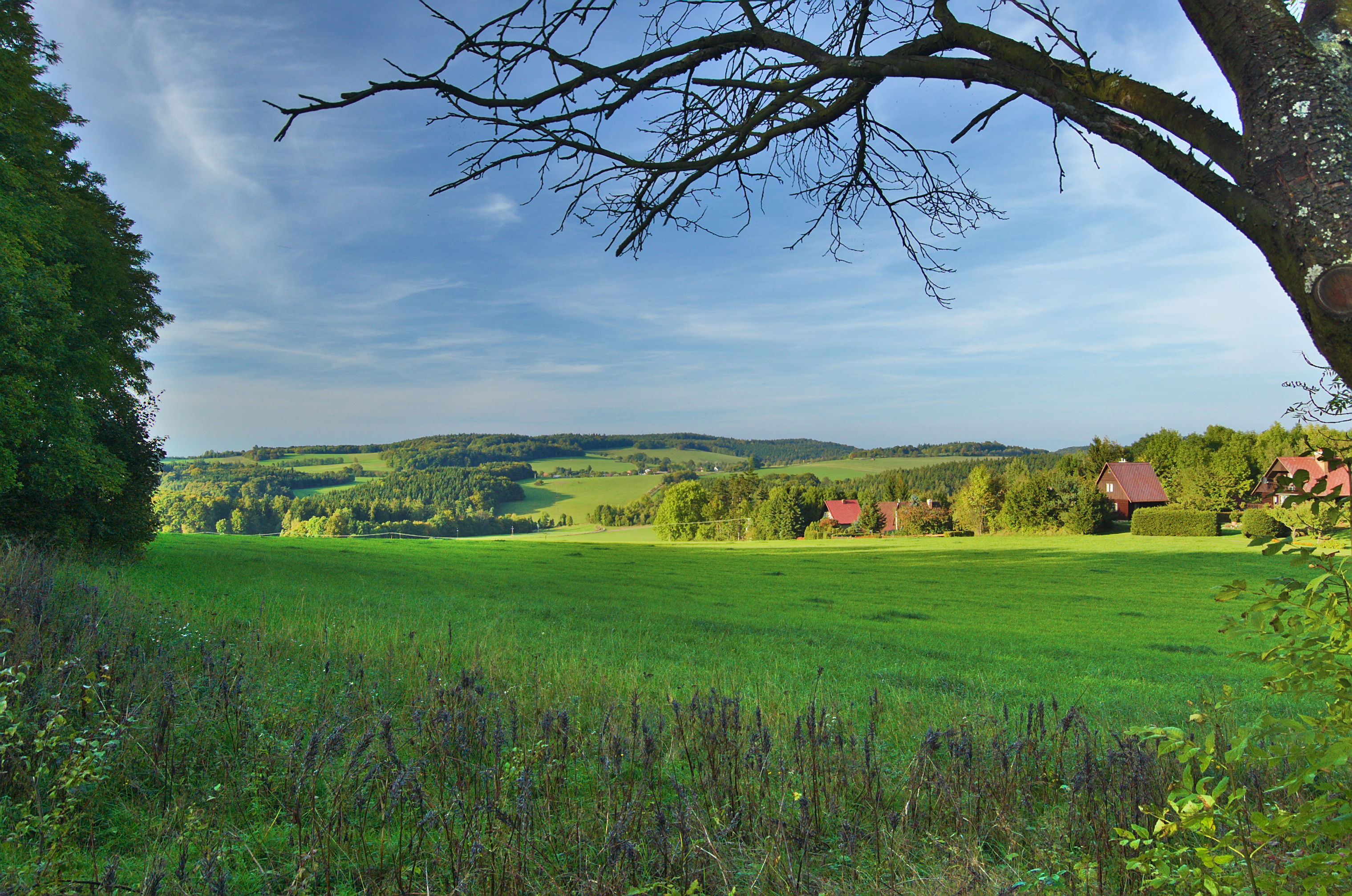
Chatová oblast